# Philipp Klaus
Philipp Klaus (* 19. September 1978 in Warendorf) ist ein deutscher Handballspieler.

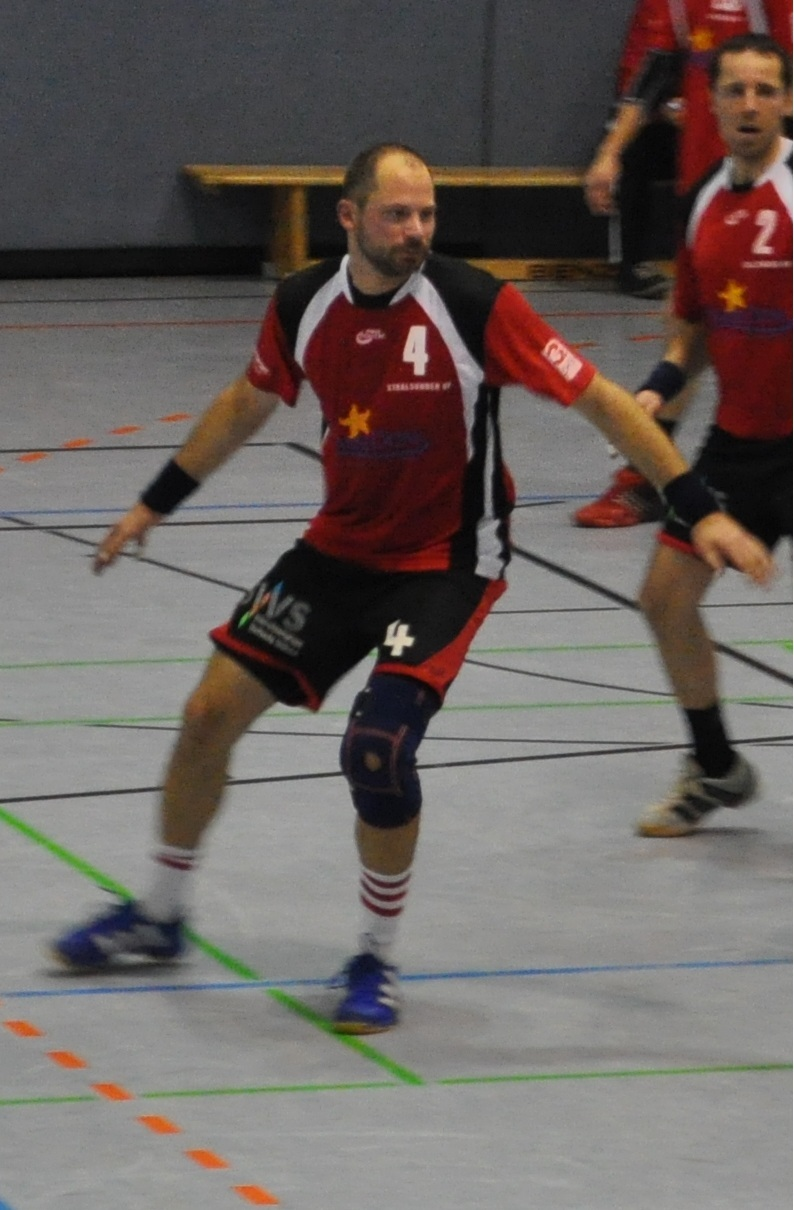
Philipp Klaus (2010)

## Leben
Philipp Klaus studierte in Münster und Dortmund Architektur. Mit dem Handballsport begann er in der Warendorfer SU, nach der Jugend wechselte er zum DJK Sparta Münster in die Oberliga.
Von Juli 2001 an spielte der rechtshändige Rückraumspieler bei der Ahlener SG. Mit Ahlen spielte er acht Jahre in der 2. Handball-Bundesliga; nachdem er sich schwer am Knie verletzt hatte, wurde er hauptsächlich in der Abwehr eingesetzt. Nachdem er sich zunächst bereits vom Handballsport zurückgezogen hatte, bestritt er am 30. Oktober 2010 für den Stralsunder HV in der 3. Liga ein Punktspiel, wobei er diesen Einsatz als „Freundschaftsdienst“ bezeichnete.